# Premio Guldbagge per i migliori effetti visivi
Il Premio Guldbagge per i migliori effetti visivi (Guldbaggen för bästa visuella effekter) è un premio assegnato annualmente dal 2011 nell'ambito del premio svedese di cinematografia Guldbagge ai migliori effetti visivi dell'anno in film di produzione nazionale.

## Albo d'oro
I vincitori sono indicati in grassetto, a seguire gli altri candidati.

### Anni 2010-2019
- 2011: - Håkan Blomdahl e Torbjörn Olsson - Kronjuvelerna
  - Johan Harnesk - Gränsen
  - Marcus B Brodersen e Lars-Eric Hansen - Simon och ekarna
- 2012: - Andreas Hylander - Isdraken
  - Tim Morris - Call Girl
  - Torbjörn Olsson - Hamilton – I nationens intresse
- 2013: - non assegnato
- 2014: - non assegnato
- 2015: - Torbjörn Olsson, Fredrik Pihl, Robert Södergren e Joel Sundberg - Lasse-Majas detektivbyrå – Stella Nostra
  - IXOR - Il cerchio (Cirkeln)
  - Torbjörn Olsson - Mr. Ove (En man som heter Ove)
- 2016: - Fredrik Nord - Hundraettåringen som smet från notan och försvann
  - Henrik Klein e Petter Lindblad - Siv sover vilse
  - Tomas Näslund - Upp i det blå
- 2017: - Torbjörn Olsson e Alex Hansson - Borg McEnroe
  - Torbjörn Olsson - Korparna
  - Alex Hansson e Chris Stenner - Monky
- 2018: - Peter Hjorth - Border - Creature di confine (Gräns)
  - Crazy Pictures e Jacob Danell - Unthinkable - Gli ultimi sopravvissuti (Den blomstertid nu kommer)
  - Fredrik Pihl - Sune vs Sune
- 2019: - Andreas Wicklund, Per Jonsson e Arild Andersson - Aniara
  - Torbjörn Olsson - 438 dagar
  - Bert Deruyck e Kaj Steveman - Eld & lågor

### Anni 2020-2029
- 2020: - Jelmen Palsterman e Tony Kock - Breaking Surface - Trattieni il respiro (Breaking Surface)
  - Oskar Mellander, Petter Bergmar, Håkan Ossiann, Anders Nyman e Per Nyman - Andra sidan
  - Chimney VFX - Se upp för Jönssonligan
- 2021: - Alex Hansson e Torbjörn Olsson - Utvandrarna
  - Martin Malmqvist - Clara Sola
  - Brian Dyrby e Kristoffer Salting - agan om Karl-Bertil Jonssons julafton
- 2022: - Simon Sandin - Granchio nero (Svart krabba)
  - Peter Hjorth, Peter Toggeth Karlsson e Ludwig Källén - Triangle of Sadness
  - Jacob Danell - UFO Sweden